# Pas Van Allena

Pasy Van Allena

Pas Van Allena (pas radiacyjny) – obszar intensywnego promieniowania korpuskularnego, otaczającego Ziemię. Składa się z naładowanych cząstek o wielkiej energii (głównie elektronów i protonów), schwytanych w pułapkę przez ziemskie pole magnetyczne, w którym poruszają się one po trajektoriach zbliżonych do helis, których osie są równoległe do linii pola magnetycznego, łączących obydwa ziemskie bieguny magnetyczne. Cząstki te mogą powodować uszkodzenia komponentów elektronicznych satelity, przebywającego przez dłuższy czas w strefie oddziaływania pasów Van Allena.

## Historia badań
Pasy odkrył w 1958 roku amerykański astronom i badacz przestrzeni kosmicznej, James Alfred Van Allen, za pomocą licznika Geigera-Müllera, umieszczonego na pokładzie sztucznego satelity Ziemi o nazwie Explorer 1.
Od 2012 do 2019 roku dwa satelity NASA badały pasy radiacyjne w ramach misji Van Allen Probes.

## Geometria i liczba pasów
Wokół Ziemi przez większość czasu istnieją dwa naturalne pasy radiacyjne: wewnętrzny, który rozciąga się na odległości od 0,2 do 2 promieni Ziemi (ok. 1000 km do 12 000 km) od jej powierzchni i zawiera elektrony (o energii ok. 0,5 MeV) oraz protony (o energii rzędu 100 MeV), oraz zewnętrzny, na odległościach od ponad 2 do 10 promieni ziemskich (od 13 000 km do 64 000 km) od jej powierzchni, zawierający głównie wysokoenergetyczne elektrony (o energii 0,1–10 MeV). Wewnętrzny pas znajduje się najbliżej powierzchni Ziemi w pobliżu wybrzeża Brazylii, jest to tzw. anomalia południowoatlantycka.
Próbne wybuchy jądrowe w stratosferze kilkakrotnie powodowały czasowe utworzenia się sztucznego pasa radiacyjnego. Taka sytuacja miała miejsce m.in. po eksplozji termojądrowej Starfish Prime, przeprowadzonej przez Stany Zjednoczone w 1962 roku. Satelity, których orbity przecinały nowo powstały pas, uległy uszkodzeniu; został utracony kontakt m.in. z satelitami Transit 4B i TRAAC. Agencja NASA wyraziła zaniepokojenie bezpieczeństwem astronautów z uwagi na znacznie zwiększoną dawkę promieniowania na niskiej orbicie okołoziemskiej.
W 2012 w ramach misji Van Allen Probes odkryto, że czasami wokół Ziemi powstaje tymczasowy trzeci pas promieniowania. Został on odkryty po dużej erupcji słonecznej 31 sierpnia 2012. Wyrzucone w kierunku Ziemi cząsteczki spowodowały czasowe powstanie dodatkowego pasa radiacyjnego, który utrzymał się przez cztery tygodnie. Znajdował się on pomiędzy dwoma głównymi pasami. Energie tworzących go elektronów były nie mniejsze niż 2 MeV. Również burze magnetyczne z maja 2024 roku doprowadziły do powstania trzeciego, pośredniego pasa radiacyjnego.